# Iyut Bing Slamet
Rachael Fairuz, más conocida como Iyut Slamet Bing (11 de julio de 1968), es una cantante indonesia, hija del veterano actor Bing Slamet y también hermana menor del actor y cantante Adi Bing Slamet y UCI Slamet, además ha trabajado también en varias telenovelas. Iyut se graduó de la Escuela Hogar en Sídney (Australia), en la especialización en Dirección Hotelera.

## Filmografía
- Merpati Tak Pernah Ingkar Janji (1986) disutradarai Wim Umboh.
- Bilur-Bilur Penyesalan (1987) disutradarai Nasri Cheppy.
- Aku Benci Kamu (1987) disutradarai Wim Umboh.
- Catatan Si Doi (1988) disutradarai Atok Suharto.
- Ketika Cinta Telah Berlalu (1989) disutradarai Adisoerya Abdy.
- Mutiara Di Khatulistiwa (1990) disutradarai Frank Rorimpandey.

## Película
- Mutiara Cinta

## Discografía

### Álbumes
- Bingung Nih Yeh
- Keresahan
- Anggrek Ungu Muda
- Kehidupan
- Rindu
- Cuak Cuek
- Deraian Air Mataku
- Aku Rindu
- Biarkan Cinta Menyatu
- Hai Remaja
- Mojok Yuk

### Álbum a dúo con Adi Bing Slamet
- Adik Manis
- Aduh Aduh Mana Tahan
- Alam Pusaka
- Dusun Kecil
- Jangan Usil
- Kami
- O Te o
- Pantun Si Anak Kecil
- Si Dogol
- Tepi PantaiBunga Asmara Yang Bersemi

- Datos: Q5923662